# 释永光 (1902年)
释永光（1902年—1998年7月），俗名李维信，男，四川井研人，中国佛教高僧，是格鲁派第三十代法系传人。

## 生平
1919年在中国峨眉山的金顶出家。1924年同能海上师于中国四川省成都市新都区的宝光寺依贯一上师受具足戒，后一同入藏学法。
1984年任石经寺第五十一代方丈。历任四川省佛教协会副会長、四川省成都市佛教协会会长。1988年7月圆寂，享年87岁。